# Volkerode
Volkerode là một đô thị thuộc huyện Eichsfeld nước Đức. Đô thị này có diện tích 6,88 km², dân số thời điểm 31 tháng 12 năm 2006 là 264 người.